# سكوت هولمان
سكوت هولمان (بالإنجليزية: Scott Holman)‏ هو لاعب كرة قاعدة أمريكي، ولد في 18 سبتمبر 1958 في سانتا باولا في الولايات المتحدة.

## وصلات خارجية
- سكوت هولمان على موقعبيزبول رفرنس.كوم (الدوري الرئيسي) (الإنجليزية)